# Landgericht Kaufbeuren
Das Landgericht Kaufbeuren war ein von 1804 bis 1879 bestehendes bayerisches Landgericht älterer Ordnung mit Sitz in Kaufbeuren. Die Landgerichte waren im Königreich Bayern Gerichts- und Verwaltungsbehörden, die 1862 in administrativer Hinsicht von den Bezirksämtern und 1879 in juristischer Hinsicht von den Amtsgerichten abgelöst wurden.
Im Jahr 1804 wurde im Verlauf der Verwaltungsneugliederung Bayerns das Landgericht Kaufbeuren errichtet. Dieses kam zum neu gegründeten Lechkreis mit der Hauptstadt Augsburg. Das Bezirksamt Kaufbeuren wurde im Jahr 1862 durch den Zusammenschluss in administrativer Hinsicht der Landgerichte älterer Ordnung Buchloe und Kaufbeuren gebildet. Als Gerichtsbehörde blieb das Landgericht Kaufbeuren weiter bestehen. Mit Inkrafttreten des Gerichtsverfassungsgesetzes am 1. Oktober 1879 wurde dann ein Amtsgericht Kaufbeuren gebildet, dessen Sprengel identisch mit dem vorherigen Landgerichtsbezirk Kaufbeuren war.